# Cassida vittata
Cassida vittata är en skalbaggsart som beskrevs av Charles Joseph de Villers 1789. Cassida vittata ingår i släktet Cassida, och familjen bladbaggar. Arten är reproducerande i Sverige.

## Bildgalleri

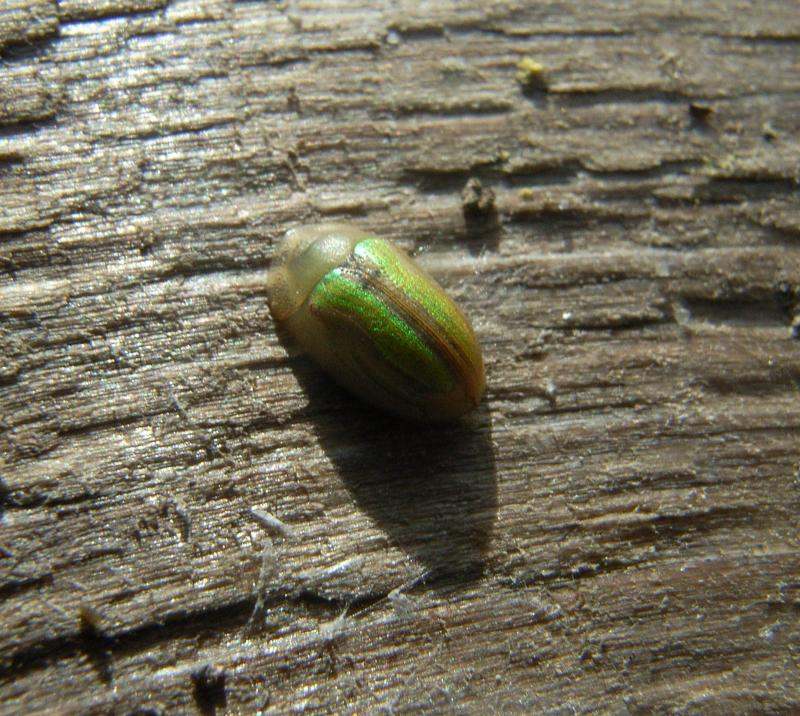
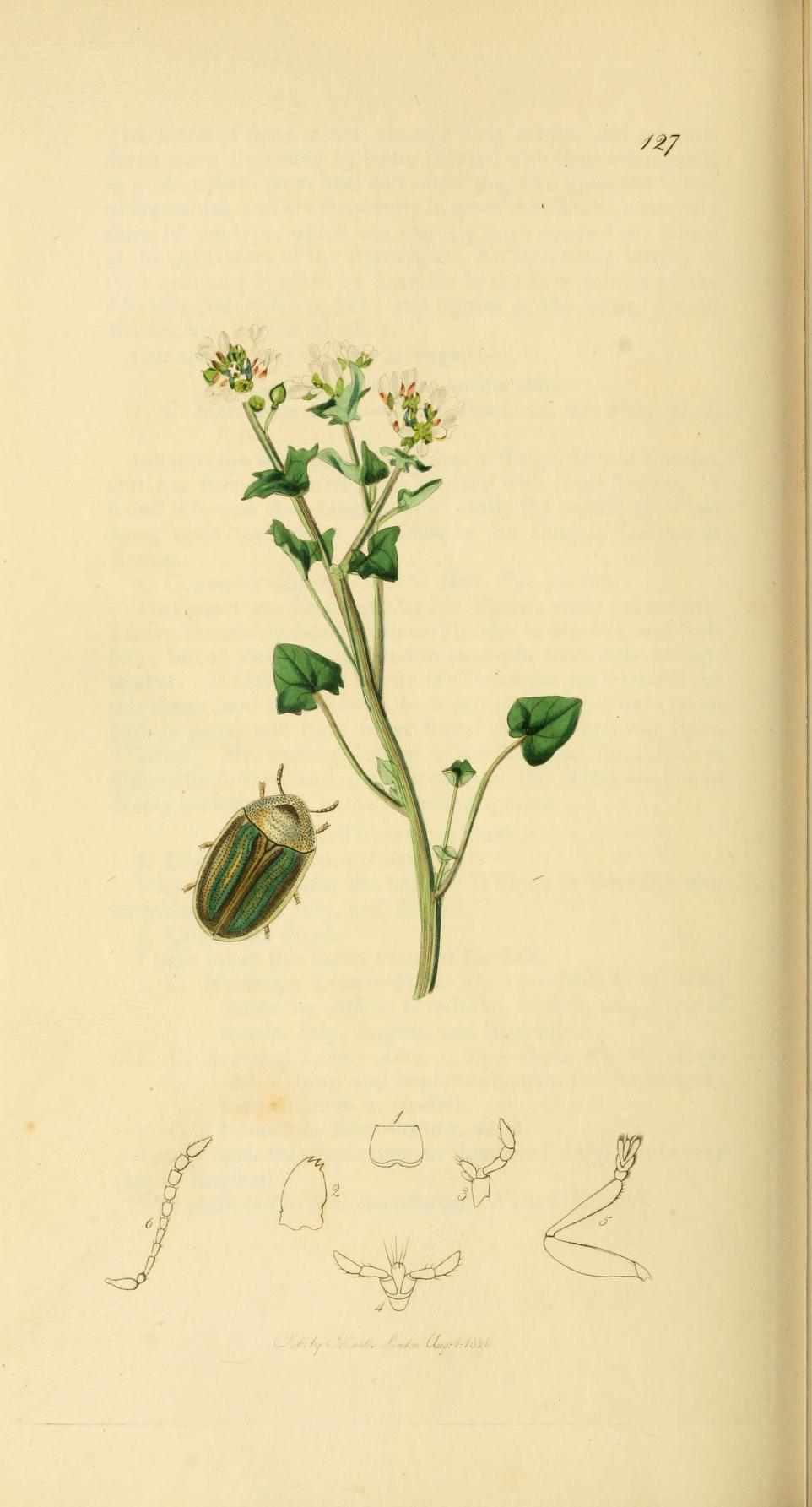